# Krieg von Saint-Sardos

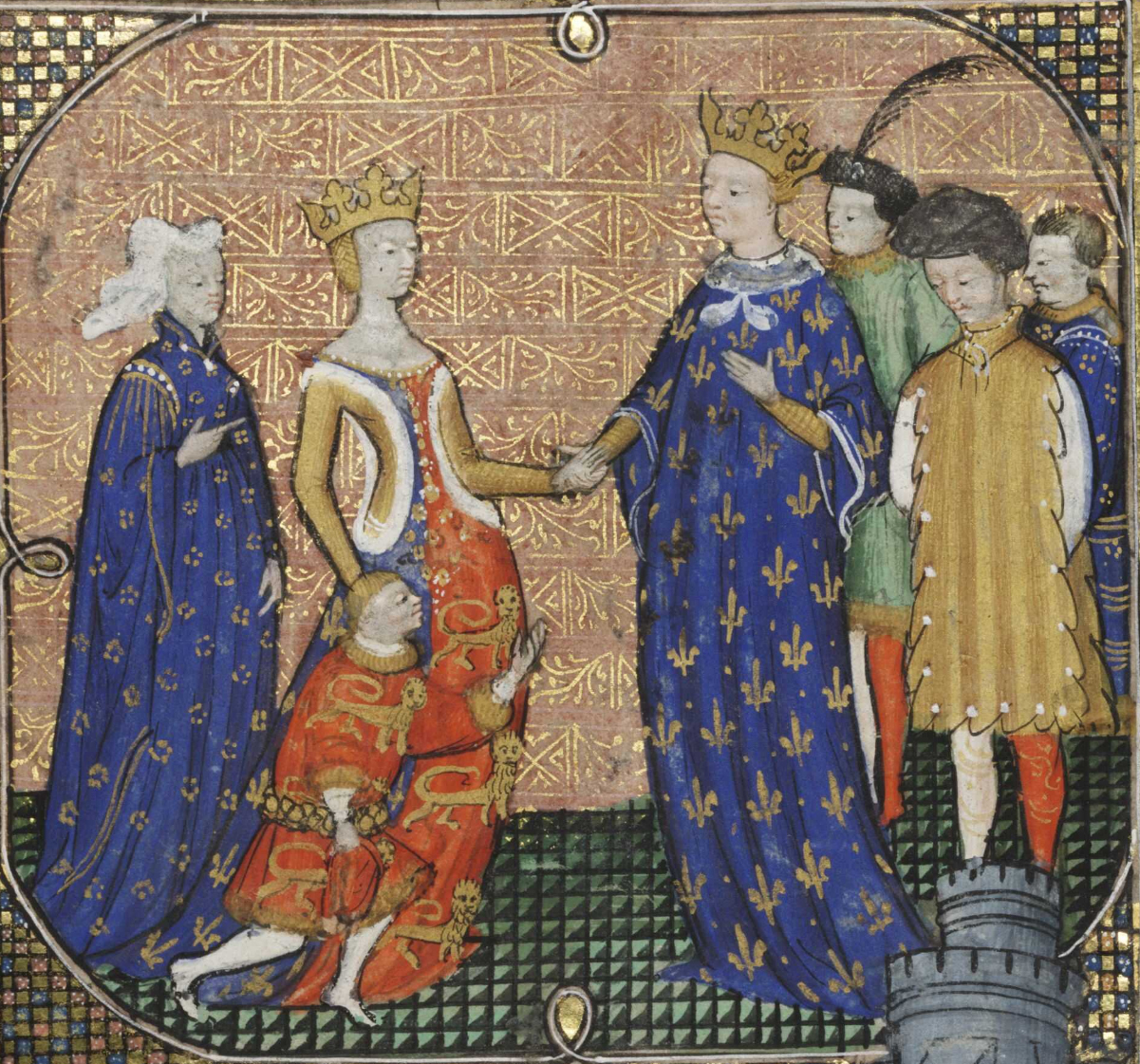
König Karl IV. verhandelt mit seiner Schwester Königin Isabella. Buchmalerei aus dem 15. Jahrhundert

Der Krieg von Saint-Sardos (auch Französisch-Englischer Krieg von 1323 bis 1325) war eine militärische Auseinandersetzung zwischen England und Frankreich. Auslöser des von Oktober 1323 bis September 1325 dauernden Konflikts waren erneute Spannungen um die Herrschaft im Herzogtum Aquitanien, dem Rest des angevinischen Reiches in Frankreich, das seit dem Vertrag von Paris 1259 ein französisches Lehen des englischen Königs war. Der französische König konnte die englische Herrschaft über einen Teil seines Reiches nicht akzeptieren, während der englische König nicht die Eingriffe eines Oberherrn in seine Herrschaft akzeptieren konnte. Zuletzt war 1303 im Vertrag von Paris ein Französisch-Englischer Krieg um Aquitanien beigelegt worden. Der französische König konnte schließlich durch den 1325 in Paris geschlossenen Friedensvertrag Gebietsgewinne erzielen, aber dennoch blieben weiterhin Teile von Südwestfrankreich im Besitz der englischen Könige.

## Vorgeschichte
Saint-Sardos ist ein Dorf im Agenais, das im Vertrag von Amiens wieder an den englischen König gefallen war. Der Prior des Benediktinerpriorats von Saint-Sardos, das ein Tochterkloster der in Frankreich gelegenen Abtei von Sarlat war, wandte sich spätestens 1311 an das Parlement de Paris, um die Aufhebung der englischen Gerichtshoheit über sein Priorat zu erreichen. Der Fall wurde aber zunächst nicht entschieden, bis nach dem Tod des französischen Königs Philipp V. im Januar 1322 dessen Bruder Karl IV. den Thron bestieg und anti-englische Kräfte erheblich an Einfluss gewannen. Vor allem Karl von Valois, ein Onkel des Königs, war England gegenüber feindlich eingestellt. Die englandfeindliche Stimmung am französischen Hof verstärkte sich, als der englische König Eduard II. versuchte, die Huldigung, die er dem neuen französischen König für die Aquitanien leisten musste, zu verschieben. Im Streit um Saint-Sardos entschied das französische Parlement nun im Dezember 1322 zugunsten des Priors. Die Entscheidung erlaubte dem französischen König, in Saint-Sardos eine befestigte Bastide zu errichten. Dies rief den Widerstand der umgebenden Landbesitzer hervor, die befürchteten, dass in diesem Fall die ländliche Bevölkerung in die neue befestigte Stadt ziehen würde. In der Nacht zum 15. Oktober 1323, gerade nachdem ein französischer Beamter den Ort für den französischen König in Besitz genommen hatte, brannte der aquitanische Adlige Raymond-Bernard von Montpezat das Dorf nieder und ließ den französischen Beamten hängen. Montpezat hatte offensichtlich die Unterstützung von Ralph Basset, dem englischen Seneschall der Gascogne, der sich während der Tat zumindest in der Nähe von Saint-Sardos aufhielt. Ob Basset seine riskante Politik mit dem englischen König abgesprochen hatte, ist nicht geklärt. Der englische König beteuerte jedenfalls, dass der Übergriff nicht von ihm veranlasst worden sei. Der französische König akzeptierte dies und bestellte daraufhin Ralph Basset, Raymond-Bernard von Montpezat sowie weitere englische Beamte zur Untersuchung ein. Der englische König berief nun Basset zu dessen Schutz zurück nach England. Als auch die anderen englischen Beamten nicht vor dem französischen König erschienen, befahl dieser, Montpezat zu besetzen. Dafür berief er für den 1. April 1324 ein Heer ein. Dabei plante der französische König wohl nicht einen Krieg um die Gascogne, doch er war fest entschlossen, den Mord an seinem Beamten in Saint-Sardos zu rächen und die Verantwortlichen zu bestrafen.
Der englische König war nach der Niederschlagung der Adelsopposition im Despenser War von 1321 bis 1322 und dem gescheiterten Feldzug nach Schottland nicht auf einen Krieg mit Frankreich vorbereitet. Er sandte deshalb Anfang 1324 seinen Halbbruder Edmund of Woodstock, 1. Earl of Kent und Erzbischof Alexander Bicknor von Dublin zu Verhandlungen nach Paris. Die anti-englische  Stimmung am französischen Hof war stärker geworden, nachdem der englische König im Sommer 1323 die Verhandlungen über eine Heirat des englischen Thronfolgers Eduard mit einer Tochter des französischen Königs abgebrochen hatte. Im Frühjahr 1324 sandte Eduard II. den erfahrenen Earl of Pembroke als weiteren Unterhändler nach Frankreich, der jedoch im Juni während der Reise starb. König Karl IV. verlangte vom Earl of Kent, dass dieser unverzüglich Montpezat und die betroffenen Beamten ausliefern solle. Angesichts seiner schlechten Verhandlungsbasis stimmte Kent am 10. Juni diesen Forderungen zu, dazu versprach er, dass sein Bruder, der König, nach Frankreich käme und dem französischen König am 1. Juli für Aquitanien huldigen würde. Der englische König verweigerte dann aber die Zustimmung zur Auslieferung der Verantwortlichen. Als am 24. Juni dazu offensichtlich war, dass der englische König nicht erscheinen würde, erklärte König Karl IV. das Herzogtum Aquitanien für verwirkt und befahl die Besetzung der englischen Besitzungen.

## Kriegsverlauf
Im August 1324 führte Karl von Valois von Moissac ein Heer, das etwa 1000 Waffenknechte und 6000 Fußsoldaten umfasste, in das Agenais. Der englische König hatte nach dem Scheitern der Verhandlungen den Earl of Kent zum King’s Lieutenant der Gascogne ernannt, wo er die Verteidigung gegen den französischen Angriff leiten sollte. Dort konnte er jedoch nur 400 Waffenknechte und 4000 Fußsoldaten aufbieten, und durch hohe Geldforderungen machte sich Kent bei der Bevölkerung rasch unbeliebt. Bereits am 15. August öffnete Agen, die Hauptstadt des Agenais, den französischen Truppen ihre Tore. Danach führte Karl seine Truppen nach Port-Sainte-Marie, dass sich ebenso wie Tonneins und Marmande rasch ergab. Der Earl of Kent hatte sich nach La Réole zurückgezogen, wo er am 25. August von den französischen Truppen eingeschlossen wurde. Nach fünfwöchiger Belagerung übergab Kent am 22. September die Festung. Angesichts einer Revolte der Bürger von Brügge und weiteren Unruhen in Flandern waren die Franzosen jedoch bereit, mit Kent einen sechsmonatigen Waffenstillstand zu schließen. Zu dieser Zeit war mit Bordeaux, Bayonne und anderen Festungen wie Libourne und Saint-Émilion der Großteil von Aquitanien weiter in englischer Hand.
Der Earl of Kent hatte dem Waffenstillstand auch zugestimmt, weil er auf Verstärkungen aus England hoffte. Der englische König sandte aber nur zögerlich weitere Truppen nach Südwestfrankreich. Erst am 28. Juli 1324 berief er eine Flotte nach Portsmouth. Verzögerungen und widrige Winde verhinderten die Abfahrt der Flotte. Nur eine kleine Flotte mit geringen Verstärkungen und £ 8000 für Soldzahlungen konnte von Falmouth aus in die Gascogne aufbrechen und erreichte am 3. Oktober Bordeaux. Im November 1324 erreichte eine weitere Flotte mit etwa 300 Waffenknechten, einigen Hundert Fußsoldaten und 14.600 Mark Bordeaux. Ab Herbst 1324 kursierten jedoch in Südengland Gerüchte über eine große französische Flotte, die für einen Angriff auf die englische Südküste zusammen gezogen wurde. Diese Gerüchte waren völlig haltlos, doch aus Furcht vor französischen Angriffen wurden 1324 keine weiteren Verstärkungen nach Südwestfrankreich geschickt. Erst im Mai 1325 erreichte eine Flotte unter dem Kommando von John Sturmy mit 300 weiteren Waffenknechten, 4000 Fußsoldaten und £ 20.441 die Gascogne. Da zu dieser Zeit aber bereits Friedensverhandlungen geführt wurden, wurden die englischen Truppen in keine Kämpfe mehr verwickelt.

## Friedensverhandlungen

### Schwieriger Verhandlungsbeginn
Angesichts seiner militärischen Schwäche versuchte der englische König inzwischen, den Krieg durch Verhandlungen zu beenden. Diese Bemühungen wurden von Papst Johannes XXII. gefördert, der den französischen König zum Frieden drängte. Im Dezember 1324 erreichte eine englische Delegation, bestehend aus den Bischöfen Salmon von Norwich und Stratford von Winchester sowie den französischstämmigen Magnaten John of Brittany und Henry de Beaumont Paris. Die Franzosen misstrauten aber der englischen Diplomatie, vor allem wegen den englischen Verhandlungen mit Kastilien und Aragón über ein Heiratsbündnis, so dass die Verhandlungen schwierig verliefen.

### Vermittlung durch Königin Isabelle
Bereits im April 1324 war aber vorgeschlagen worden, dass die englische Königin Isabelle einen Frieden vermitteln sollte, da sie eine Schwester von Karl IV. war. Bischof Salmon, Beaumont und Brittany befürworteten dies, und auch der französische König akzeptierte eine Vermittlung durch seine Schwester. Am 7. Februar stimmte der englische König der Vermittlung durch seine Frau zu, dazu akzeptierte er den bereits früher gemachten Vorschlag, dass nicht er, sondern sein ältester Sohn und Thronfolger Eduard dem französischen König huldigen sollte. Damit vermied er die für ihn als König demütigende Zeremonie, und vor allem brauchte er nicht England zu verlassen, da er befürchtete, dass oppositionelle Magnaten seine Abwesenheit zu Angriffen auf seine Günstlinge, die Despensers nutzen würden. Der jüngere Despenser war 1321 aus Frankreich verbannt worden und durfte deshalb nicht wieder nach Frankreich reisen. Daraufhin brach die englische Königin zu Verhandlungen nach Frankreich auf, das sie am 9. März erreichte. Der englische König blieb dagegen in Kent, so dass er rasch durch Boten über den Verhandlungsverlauf unterrichtet werden konnte. Am 10. März traf Isabelle in Poissy die bisherigen englischen Gesandten, die ihr berichteten, dass die Verhandlungen mit Frankreich festgefahren waren. Vor dem 31. März erreichte auch der französische König Poissy, und Isabelle konnte rasch erreichen, dass die Friedensverhandlungen wieder aufgenommen wurden. Der französische König zögerte aber verständlicherweise, das Agenais und andere besetzte Gebiete an den englischen König zurückzugeben. Dank der Vermittlung durch die Bischöfe Hugues von Orange, Stratford und Salmon, durch Henry de Sully sowie durch päpstliche Legaten konnte aber bis zum 31. März der Entwurf für einen Friedensvertrag erarbeitet werden. Danach sollte der englische König die Gascogne und das Ponthieu dem französischen König übergeben. Nachdem dem französischen König bis August 1325 gehuldigt worden wäre, würde der englische König seine Besitzungen bis auf das Agenais zurückerhalten. Der Abtretung des Agenais sollte der englische König zustimmen, solange nicht eine französische Gerichtskommission seine Ansprüche bestätigte. Während Isabelle nun am 1. April feierlich in Paris einzog, kehrte der Bischof Stratford nach England zurück. Eduard II. hielt den Vertragsentwurf zunächst nicht für akzeptabel, doch da der französische König eine rasche Antwort erwartete, sah er sich angesichts der militärischen Situation gezwungen, am 2. oder 3. Mai widerstrebend seine Zustimmung zu geben. Er ermächtigte nun den Bischof Stratford sowie William Airmyn, die abschließenden Verhandlungen zu führen.

### Friedensschluss und Huldigung
Vor dem 18. Mai waren Stratford und Airmyn zurück in Frankreich, wo sie Isabelle in Vincennes trafen. Der französische König stimmte nun abschließenden Verhandlungen zu, und am 30. Mai wurde der Vertrag im Palais de la Cité in Paris besiegelt. Bezüglich des Agenais hatten die Engländer nur geringe Zugeständnisse erreichen können. Am 31. Mai akzeptierte der französische König und am 13. Juni der englische König den Vertrag.
Eduard II. wollte nun doch selbst nach Frankreich reisen, um dem französischen König zu huldigen. Am 23. August war er in Dover, wo er sich einschiffen wollte, doch unter dem Druck seiner Günstlinge, der Despensers, sagte er Überfahrt wegen einer angeblichen Krankheit ab. John of Brittany und Bischof Stratford reisten nun wieder nach Frankreich, um neu über die Huldigung zu verhandeln. Am 1. September trafen sie die englische Königin in Paris, die ihnen wieder vorschlug, dass anstelle des englischen Königs der Thronfolger dem französischen König huldigen sollte. Stratford und Isabelle unterbreiteten den Vorschlag Karl IV., der am 4. September zustimmte. Stratford reiste nun nach England zurück, wo der König den Vorschlag mit Misstrauen aufnahm. Die Despensers waren jedoch von der Idee angetan, worauf auch der König seine Zustimmung gab. Am 10. September 1325 wurde der zwölfjährige Thronfolger Eduard zum Herzog von Aquitanien ernannt, und am 12. September brach er mit Bischof Stratford, Bischof Stapeldon, Henry de Beaumont und anderen Baronen nach Frankreich auf. In Boulogne empfing ihn seine Mutter, die ihn nach Paris geleitete. Am 22. September erreichten Isabelle und der Thronfolger Paris, wo Karl IV. sie empfing. Am 24. September huldigte Eduard seinem Onkel im königlichen Jagdschloss Vincennes. Sofort danach befahl Karl IV. den Rückzug der französischen Truppen aus der Gascogne, bis auf das Agenais, das als Entschädigung für französische Verluste an den französischen König an Frankreich fallen sollte. Damit galt der Krieg offiziell als beendet.

## Folgen
Frankreich konnte durch den Konflikt weitere Teile des Agenais gewinnen, doch letztlich blieben Teile Aquitaniens in englischer Hand. Der Krieg hatte jedoch vor allem in England weitreichende Folgen. Obwohl er den Konflikt beilegen konnte, war die englische Niederlage eine Demütigung für König Eduard II. und verschlechterte weiter sein Ansehen in England. Gravierender für ihn war vor allem, dass sich sowohl seine Frau wie auch sein Thronfolger nach Abschluss der Verhandlungen weigerten, nach England zurückzukehren, solange der König unter dem Einfluss seiner Günstlinge Hugh le Despenser und seines gleichnamigen Vaters stand. Der exilierten Königin schlossen sich in Frankreich weitere Gegner des Königs an, darunter der Earl of Kent und Roger Mortimer. Mortimer stellte zusammen mit der Königin ein Heer auf, landete im September 1326 in England und stürzte mit der Königin deren Gemahl vom Thron.
1337 kam es zwischen Frankreich und England erneut zu einem Konflikt um Aquitanien, was mit zum Ausbruch des Hundertjährigen Kriegs führte.